# Ironton (Minnesota)
Ironton – miasto w Stanach Zjednoczonych, w stanie Minnesota, w hrabstwie Crow Wing.